# Johannes Coccejus
Johannes Cocceius, Coccejus, Cocceio, Cock o Koch (Bremen, 9 de agosto de 1603 - 4 de noviembre de 1669), fue un teólogo calvinista germano-holandés.
Su hermano mayor, Gerhard Cocceius (1601-1660), fue jurista y diplomático, e intervino en el Tratado de Westfalia (1648).
No debe confundirse con el también teólogo José Coccio, de Biefdl (sic ¿Bielefeld?), inicialmente protestante y converso al catolicismo en Colonia, que fue canónigo de Juliers (Thesoro Catholico, 1599).
Tras estudiar en Hamburgo y en la Universidad de Franeker, donde Sixtinus Amama fue uno de sus profesores, Johannes Cocceius llegó a ser profesor de lenguas bíblicas en el ilustre gymnasium de Bremen (1630). En 1636 se trasladó a Franeker, donde ejerció la cátedra de hebreo, a la que añadió desde 1643 la de teología. en 1650 sucedió a Friedrich Spanheim como profesor de teología en la Universidad de Leiden.
Destacó en la exégesis bíblica y en la filología hebrea. Fue uno de los principales defensores de la llamada teología federal o teología de la alianza (covenant), espiritualizando las Escrituras hasta tal punto que llegó a decirse que Cocceius encontraba a Cristo en todo el Antiguo Testamento, de la misma forma que Hugo Grotius no lo encontraba por ninguna parte.
Su doctrina, que se ha calificado de milenarista, se basaba en considerar que tras el pecado original (lapsus de Adán), la relación de Dios con el hombre era un pacto o alianza; un pacto de obras, que posteriormente se sustituyó por un nuevo pacto de gracia. Este último pacto o alianza necesitaba la encarnación de Cristo para cumplirse. Su teología se funda completamente en la Biblia, cuyo estudio en los textos originales promovió. En uno de sus ensayos defiende que los cristianos no tienen por qué observar el sabbath, que sería puramente una institución judía.
Sus seguidores se denominaron cocceianos, siendo el más destacado de ellos Campeius Vitringa.

## Obras

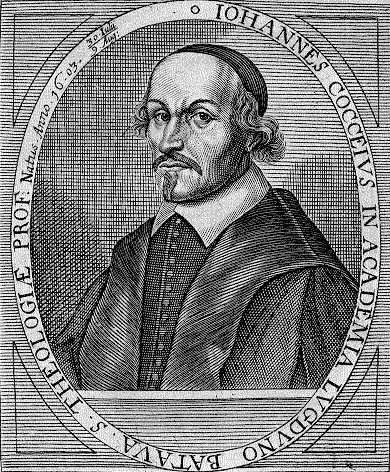
Grabado de Johannes Cocceius.

Su obra principal fue Lexicon et commentarius sermonis hebraici et chaldaici (Leiden, 1669), muy reeditada. Previamente había expuesto lo esencial de su teología en Summa Doctrinae de Foedere et Testamento Dei (1648).
Sus obras completas se publicaron en 12 volúmenes in folio (Ámsterdam, 1673-1675).